# Chester (condado de Hampden, Massachusetts)
Chester é um lugar designado pelo censo localizado no condado de Hampden no estado estadounidense de Massachusetts. No Censo de 2010 tinha uma população de 627 habitantes e uma densidade populacional de 169,65 pessoas por km².

## Geografia
Chester encontra-se localizado nas coordenadas 42° 16′ 51″ N, 72° 58′ 49″ O. Segundo a Departamento do Censo dos Estados Unidos, Chester tem uma superfície total de 3.7 km², da qual 3.61 km² correspondem a terra firme e (2.24%) 0.08 km² é água.

## Demografia
Segundo o censo de 2010, tinha 627 pessoas residindo em Chester. A densidade populacional era de 169,65 hab./km². Dos 627 habitantes, Chester estava composto pelo 99.04% brancos, o 0% eram afroamericanos, o 0% eram amerindios, o 0% eram asiáticos, o 0% eram insulares do Pacífico, o 0% eram de outras raças e o 0.96% pertenciam a duas ou mais raças. Do total da população o 1.12% eram hispanos ou latinos de qualquer raça.